# Bauhinia cunninghamii
Bauhinia cunninghamii är en ärtväxtart som först beskrevs av George Bentham, och fick sitt nu gällande namn av George Bentham. Bauhinia cunninghamii ingår i släktet Bauhinia och familjen ärtväxter. Inga underarter finns listade i Catalogue of Life.